# Ricardo Alves Pereira
Ricardo Alves Pereira (sinh ngày 8 tháng 8 năm 1988) là một cầu thủ bóng đá người Brasil.

## Sự nghiệp câu lạc bộ
Ricardo Alves Pereira đã từng chơi cho FC Tokyo.

## Thống kê câu lạc bộ

### J.League
| Đội       | Năm       | J.League | J.League | J.League Cup | J.League Cup | Tổng cộng | Tổng cộng |
| Đội       | Năm       | Trận     | Bàn      | Trận         | Bàn          | Trận      | Bàn       |
| --------- | --------- | -------- | -------- | ------------ | ------------ | --------- | --------- |
| FC Tokyo  | 2010      | 29       | 1        | 5            | 1            | 34        | 2         |
| Tổng cộng | Tổng cộng | 29       | 1        | 5            | 1            | 34        | 2         |